# Broder Wandahl
Broder Bunde Wandahl (13. februar 1935 Jels – 11. juli 2011 Aarhus) var en dansk sognepræst og foredragsholder der udøvede størstedelen af sit virke i Aarhus. Havde sine barneår på øen Als, hvor familien boede i nærheden af Egen Kirke. Wandahl blev student i 1954, cand.theol. i 1965 og kaldskapellan samme år. 
Efter færdiggørelsen af sit studie var han i en periode frem til 1971 fængselspræst ved arresten i Aarhus samt korshærspræst i byen. Han fik embede som sognepræst ved Risskov Kirke i 1970 og blev i 1984 sognepræst ved Århus Domkirke. I juli 2001 gik han på pension og fungerede herefter som foredragsholder. 
Broder Wandahl var sognepræst, men i offentligheden og på gaden var han først og fremmest kendt for sit store engagement hos byens hjemløse og i andre grupper med sociale problemer. 